# آزمایش اجتماعی
آزمایش اجتماعی گونه‌ای از پژوهش روان‌شناختی یا جامعه‌شناختی برای آزمودن واکنش افراد در موقعیت‌ها یا نسبت به رخدادها و پیشامدهای معینی طراحی می‌شود. آزمایش بر رویکرد اجتماعی خاصی تکیه دارد که بر پایه آن منبع اصلی اطلاعات افراد هستند و دانش و آگاهی و دیدگاه آن افراد.
برای پیاده‌سازی یک آزمایش اجتماعی، پژوهشگران معمولاً مشارکت‌کنندگان را در دو گروه دسته‌بندی و بخش‌بندی می‌کنند: مشارکت‌کنندگان کنشگر (افرادی که در یک رویداد کنش یا کنش‌هایی را انجام می‌دهند) و پاسخ‌دهندگان (افرادی که به کنش‌ها واکنش نشان می‌دهند). در سراسر دوره آزمایش مشارکت‌کنندگان از سوی پژوهشگران برای شناسایی هرگونه اقدام یا تغییری که رخ می‌دهد تحت نظارت قرار می‌گیرند.
در بیشتر آزمایش‌های اجتماعی سوژه‌های پژوهش از این که تحت آزمایش و مطالعه قرار دارند آگاه نیستند. گاه چند بازیگر یا طعمه هم برای مطالعه رفتارهای اجتماعی بکار گرفته می‌شود.
گاه شرکتها نیز برای گردآوری داده و اطلاعات دربارهٔ مصرف‌کنندگان و دیدگاه‌های آنها پیرامون کالاها، خدمات یا موضوعات ویژه‌ای از آزمایش‌های اجتماعی بهره می‌گیرند.

## آزمایش‌های اجتماعی شناخته‌شده
- آزمایش زندان استنفورد
- اثر تماشاگر
- آزمایش همنوایی اش
- اثر هاثورن
- آزمایش میلگرم
- آزمایش مارشمالو استنفورد
- آزمایش‌های گانزفلد

## بن‌مایه
1. ↑  "10 marketing experiments to improve your reach on social media". Learn. 2019-02-26. Retrieved 2019-07-19.

- مشارکت‌کنندگان ویکی‌پدیا. «Social experiment». در دانشنامهٔ ویکی‌پدیای انگلیسی، بازبینی‌شده در ۱۲ فوریه ۲۰۲۱.